# 钱临照
钱临照（1906年8月28日—1999年7月26日），男，江苏无锡人，中国物理学家，中国金属晶体范性形变、晶体缺陷与物理学史等领域研究的奠基人之一。

## 生平
钱临照出生于书香门第，幼时在父亲钱伯圭办的小学中读书。1929年毕业于上海大同大学物理系，后曾在东北大学物理系担任助教。1931年九一八事变发生后，前往国立北平研究院物理研究所任助理员，在所长严济慈的领导下从事研究。1934年，考取中英庚款公费留学生赴英国留学，入读伦敦大学学院，在Carey Foster实验室从事晶体范性等方面的研究。后因不满教授对一印度学生的不公正待遇而不愿意拿学位，于1937年前往柏林。抗日战争爆发后返回中国，任职于迁往昆明的北平研究院物理研究所，研究应用光学。1947年至1948年间曾在美国联合国救济总署工作。1948年起兼任中央研究院代理总干事。他还推动了晶体缺陷理论在中国的发展。此外他又开展了中国物理学史的研究，特别是对《墨经》中的科学内容进行了发掘与整理。
中华人民共和国成立后，他在中国科学院应用物理研究所担任研究员。1955年当选中国科学院数学物理学化学部学部委员（院士）。1958年起任职于中国科学技术大学。1978年起兼任副校长。1980年加入中国共产党。1999年在合肥逝世。

## 社会兼职
曾任第三届全国人大代表，第五、六届全国政协委员，中国科学技术史学会首任理事长，中国电子显微镜学会首任理事长，国务院学位委员会首届学科评议组物理组组长等职。

## 家庭
弟弟钱令希为力学家。